# Dolmen en Raklev, Røsnæs
Dolmen en Raklev, Røsnæs es una pintura al óleo sobre lienzo del artista danés Johan Thomas Lundbye realizada el 1839. Muestra los dólmenes a Raklev, en la isla de Selandia, en un vasto paisaje. La obra se encuentra en la colección del Museo Thorvaldsen en la ciudad de Copenhague (Dinamarca).

## Descripción
Lundbye pintó muchos panoramas de paisaje, especialmente en Selandia, donde creció y donde vivían sus abuelos. También el Dolmen en Raklev es en cierto sentido un paisaje, si no fuera porque la atención está fuertemente absorbida por el dolmen que queda en el primer plano, ocupando casi por completo la mitad izquierda y contrasta con el paisaje marítimo en la otra mitad. La adición de este efecto le da profundidad al trabajo añadiendo a una cierta monumentalidad.

## Influencias
La obra de Lundbye se inspiró inicialmente en un dibujo de Caspar David Friedrich, un estudio por su Grafheuvel in de sneeuw, donde se muestra un montículo con una silueta de manera similar. Este dibujo fue en aquel momento justo cuando entró en posesión de la corona danesa y Lundbye seguramente debió de conocerlo. En términos de composición, está, sin embargo, influenciado principalmente por los paisajistas holandeses del siglo XVII, en particular, Jan van Goyen , cuyo Paisaje con dos robles (1641), tenía un grabado que se encuentra en la Galería Nacional de Dinamarca. Incluso Rembrandt tenía un grabado con los Tres árboles y Jacob Mosschers un paisaje montañoso que le eran conocidos a Lundbye con la misma formación de la imagen.  El pintor, mediante la sustitución de los árboles de sus predecesores holandeses con la tumba prehistórica, agregó el motivo de una dimensión histórica y un simbolismo nacionalista que se refería a la historia más antigua de Dinamarca.

## Europeana 280
En abril de 2016, la pintura Dolmen en Raklev, Røsnæs fue seleccionada como una de las diez obras artísticas más importantes de Dinamarca por el proyecto Europeana.